# 레이철 야마가타
레이첼 야마가타(Rachael Yamagata, 1977년 9월 23일 ~ )는 미국의 싱어송라이터이자 피아노 연주자이다. 아버지는 일본계 3세 미국인, 어머니는 독일-이탈리아계 혼혈이다. 버지니아주 알링턴에서 태어났고 2001년 이후 세 장의 정규 음반과 네 장의 EP를 발매했다.

## 음반 목록

### 정규 음반
- 《Happenstance》 (2004년)
- 《Elephants...Teeth Sinking Into Heart》 (2008년)
- 《Chesapeake》 (2011년)

### EP
- 《EP》 (2003년)
- 《Live at the Loft & More》 (2005년)
- 《Loose Ends》 (2008년)
- 《Covers EP》 (2011년)

### OST
- 《밥 잘 사주는 예쁜 누나 OST》 (2018년)
  - 《Something in the Rain》
  - 《La La La》
  - 《Be Somebody’s Love》